# Paraulopus
Paraulopus is een geslacht van straalvinnige vissen uit de familie van paraulopiden (Paraulopidae).

## Soorten
- Paraulopus atripes Sato & Nakabo, 2003
- Paraulopus brevirostris (Fourmanoir, 1981)
- Paraulopus filamentosus (Okamura, 1982)
- Paraulopus japonicus (Kamohara, 1956)
- Paraulopus legandi (Fourmanoir & Rivaton, 1979)
- Paraulopus maculatus (Kotthaus, 1967)
- Paraulopus nigripinnis (Günther, 1878)
- Paraulopus novaeseelandiae Sato & Nakabo, 2002
- Paraulopus oblongus (Kamohara, 1953)
- Paraulopus okamurai Sato & Nakabo, 2002
- Paraulopus balteatus Gomon, 2010
- Paraulopus longianalis Sato, Gomon & Nakabo, 2010
- Paraulopus melanogrammus Gomon & Sato, 2004
- Paraulopus melanostomus Sato, Gomon & Nakabo, 2010